# Włodzimierz Wilkanowicz (artysta plastyk)
Włodzimierz Wilkanowicz (ur. 18 maja 1904 w Zawierciu, zm. 10 października 1964 w Warszawie) – polski artysta malarz.

## Życiorys
Urodził się 18 maja 1904 w Zawierciu, w rodzinie Kazimierza i Teodozji z Jabłońskich. Ukończył gimnazjum w Radomsku. W 1918 był członkiem POW. W 1920 ochotniczo służył w Wojsku Polskim, w 5 p. s. k.
Studiował w latach 1935–1939 i w 1944 w Akademii Sztuk Pięknych w Warszawie pod kierunkiem F. Kowarskiego. Od roku 1934 był członkiem Związku Zawodowego Polskich Artystów Plastyków. Uprawiał malarstwo sztalugowe (olejne, akwarelowe) i ścienne, a także rysunek.
Podczas II wojny światowej wraz z żoną zostali aresztowani przez gestapo, uwięzieni na Pawiaku i wywiezieni do obozu Apolda.
Po wojnie, w latach 1946–1947 pracował w Wyższej Szkole Sztuk Plastycznych (później Akademii Sztuk Pięknych) w charakterze adiunkta.
Jego zasługą jest udział w organizowaniu Centralnego Biura Wystaw Artystycznych w Warszawie przekształconego później w Galerię Zachęta. Uczestniczył również w pracach stowarzyszeń artystów plastyków w Warszawie – w latach 1947–1958 jako członek Zarządu Okręgu Warszawskiego i członek Komisji Rewizyjnej Zarządu Głównego Związku Polskich Artystów Plastyków. W latach 1949–1958 kierował Wydziałem Realizacji Centralnego Biura Wystaw Artystycznych.
Od 28 grudnia 1928 był mężem Stanisławy z d. Brzósko (1905–1963), córki Stanisława Brzósko.
Zmarł w Warszawie, spoczywa razem z żoną na cmentarzu parafialnym w Kiełpinie.

## Twórczość
Jako przykłady jego twórczości w dziedzinie malarstwa wymieniane są:
- „Port rybacki”,
- „Zakątek rybacki”,
- „Domki nad stawem”,
- „Podwórko fabryczne”,
- „Martwa natura z patelnią”,
- „Martwa natura z butelką”,
- „Martwa natura z rybą”,
- „Ryba i słoneczniki”,
- „Pejzaż podwarszawski”,
- „Kompozycja pejzażowa”.

Jego działalność artystyczna wyrażała się w udziale w licznych ekspozycjach zarówno indywidualnych, jak zbiorowych:
- w latach 1932–1939 – wystawy zbiorowe sztuki polskiej w Salonie IPS w Warszawie, Łodzi i Poznaniu;
- 4–18 listopada 1934 – indywidualna w Salonie Sztuki Czesława Garlińskiego w Warszawie[4];
- w 1938 – zbiorowa w Kapsztadzie;
- w 1948 – zbiorowa w Chicago;
- w 1953 – zbiorowa „X-lat Ludowego Wojska Polskiego w Plastyce”;
- w 1954 – zbiorowa w Kijowie;
- w 1955 – zbiorowa w Mińsk;
- w 1957 – indywidualna w Galerii Sztuki MDM;
- w 1958 – zbiorowa I Wystawa Marynistyczna w Galerii Sztuki MDM;
- w 1962 – wystawa zbiorowa w Tunisie;
- ponadto w latach 1950, 1951, 1952, 1954 uczestniczył w I, II, III, IV Ogólnopolskich wystawach plastyki w Muzeum Narodowym i w Galerii Zachęta[3].

## Ordery i odznaczenia
- Złoty Krzyż Zasługi (11 lipca 1955)[5]
- Medal 10-lecia Polski Ludowej (19 stycznia 1955)[6]